# Hravnkel Frösgodes saga

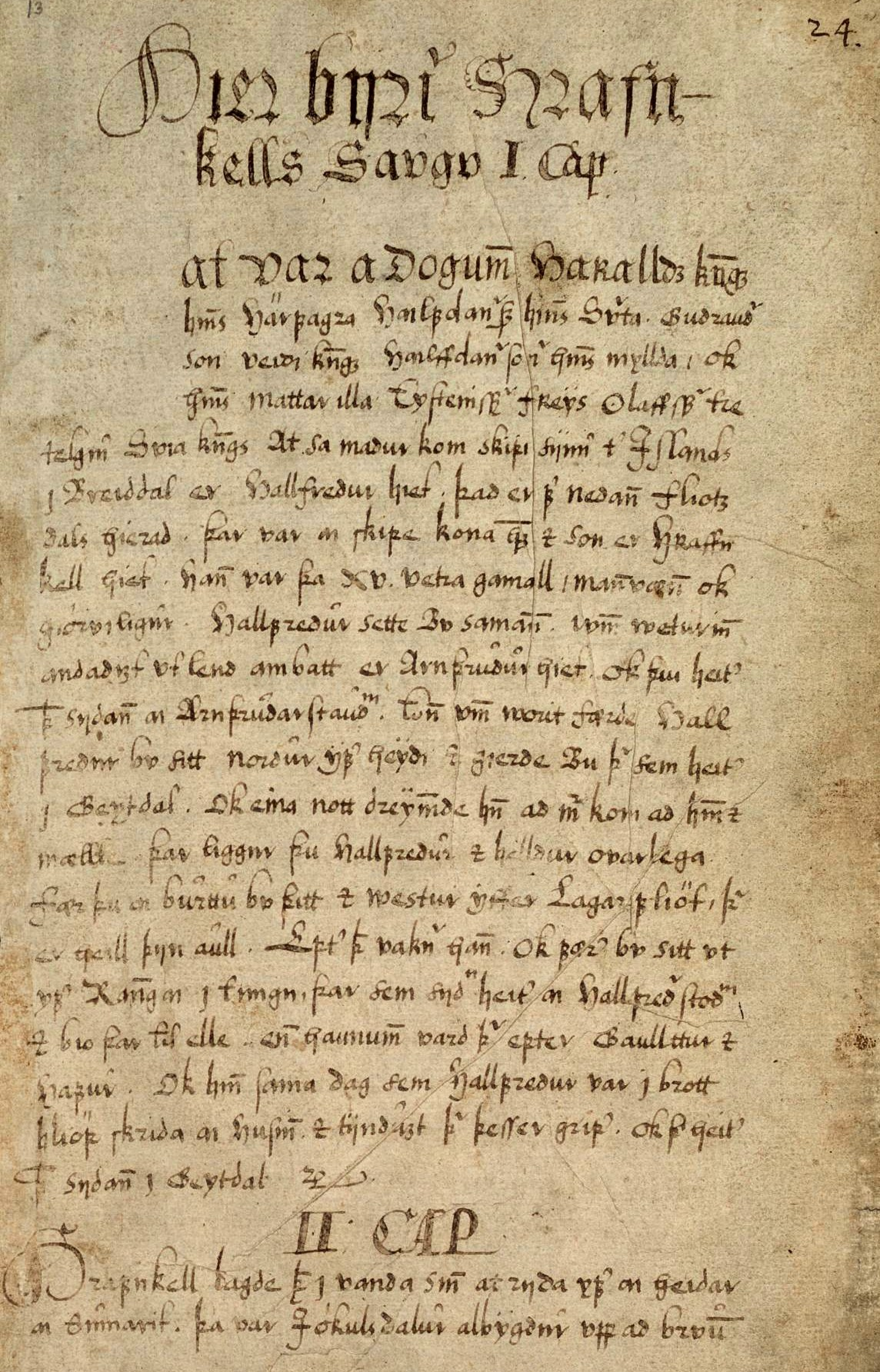
Första sidan ur en av de viktigaste handskrifterna till Hravnkel Frösgodes saga, AM 156 fol., från 1600-talet.

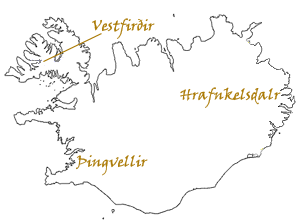
Platser i Hravnkel Frösgodes saga.

Hravnkel Frösgodes saga eller Hrafnkel Freygodes saga (Hrafnkels saga Freygoða) är en av de mest kända isländska släktsagorna. Den utspelar sig på 900-talet på Islands nordöstra del, närmare bestämt i Kidjafelltinget, bakom Lagarfljóts insjödal.
Författaren till sagan är okänd, liksom i de flesta isländska sagor. Forskare tror att författaren troligen är någon inom den lilla krets universitetsutbildade stormän som verkade på Island under 1200-talet. En tänkbar författare är Brand Jónsson[källa behövs]. Sagan är kort, och indelad i tre delar: Hravnkel dräper Einar, Hravnkel straffas, samt Hravnkels hämnd. Sagans popularitet beror både på den goda personskildringen och den spännande handlingen.

## Handling
Huvudpersonen är Hravnkel Frösgode, en mäktig man som äger en gården Adalbol. I sagans början får man också möta Torbjörn och hans son Einar. Einar får anställning som fåraherde hos Hravnkel. Hravnkel uppskattar Einars arbete och tycker om honom. Hravnkel har svurit en ed att ingen får rida hästen Freyfaxe, som han vigt åt Frej (Frö). Einar sköter sitt jobb bra i många månader, men en natt försvinner trettio får. Einar blir bestört och ger sig av för att leta efter dem. Han tänker att en häst skulle kunna underlätta sökningen. Dessvärre höll sig alla hästar borta från honom – utom Freyfaxe. Einar antar att Hravnkel inte kommer att märka om han rider Freyfaxe blott en liten stund, och beger sig iväg. Oturligt nog för Einar blir Freyfaxe smutsig av ritten, och Hravnkel upptäcker på så sätt Einars tilltag. Hravnkel står fast vid sin ed och dödar Einar morgonen därpå.
Einars far, Torbjörn, blir bestört och kräver ersättning för dråpet. Hravnkel ger ett erbjudande som han anser givmilt, men som Torbjörn inte vill ta emot. Torbjörn vill skipa rättvisa med hjälp av rådmän, och på sin sida får han sin brorson Såm. De går till tinget och får där hjälp av de båda lagkloka stormännen Torgeir och Torkel, som dömer till Torbjörn och Såms fördel. De beslutar att Hravnkel och hans mannar skall fördrivas från sin gård. Hravnkel blir dömd fredlös. Efter att ha stuckit hål i deras hälsenor och trätt rep igenom dem sker också så. Såm övertar Hravnkels gård och blir hövding. För att ytterligare förödmjuka Hravnkel tvingar de Freyfaxe nedför ett stup och bränner ner hans gudahov.
Hravnkel ruvar på hämnd, vilket han tar ut på Såms bror Eyvind som kommer hem från en resa till Norge. När Eyvind kommer ridande på vägen ser han Hravnkels män i fjärran som rider mot honom, men säger att han inte har saker otalt med någon och att det därför inte finns anledning till oro. Hravnkel mördar dock Eyvind med följe, förutom en av hans mannar som undkommer och i hast rider till Såm och talar om vad som hänt. Såm sätter efter Hravnkel, som är på ilmarsch tillbaka hem till sig efter avslutat verk, men finner att det är lönlöst då gärningsmännen har alltför mycket försprång. När Hravnkel kommer till sin boning sammankallar han ett sjuttiotal män och rider till sin tidigare gård som nu besitts av Såm. Han ger honom valet mellan att dräpas eller att Såms liv skall vara i hans våld, precis samma val som Såm tidigare gett honom. Såm väljer det sistnämnda och blir ivägskickad till Leikskålar, och får ta mycket lite med sig.
Såm beger sig återigen till rådmännen Torkel och Torgeir, som tar emot honom väl, men ändock anser att de redan hjälpt Såm mycket och inte vill göra mer. De erbjuder dock beskydd och tillåter honom att flytta med sitt husfolk till dem, men Såm säger att han hellre vill råda själv. Han red sålunda tillbaka till Leikskålar och levde där tills han blev gammal. Han fick aldrig någon upprättelse mot Hravnkel, som satt på sin gård och hade kvar både anseende och makt tills han dog i sotsäng.

## Tillkomst, manuskript och översättning
Sagan skrevs omkring år 1270–1280. Ett litet stycke pergamentshandskrift finns bevarat (AM 162 I fol.). För övrigt finns den i pappershandskrifter från 1600-talet. Sagan trycktes först i Köpenhamn år 1839.
Sagan är översatt till svenska av Nore Ambrosius (1882), Hjalmar Alving (1935), Åke Ohlmarks (1963), Sven B.F. Jansson (1966) och Mats Malm (2014).